# 'A sciurara
'A sciurara è una raccolta di Mario Merola del 1993.

## Tracce
1. Rosa 'nfamità (Mallozzi - Gallo - Belluccio) 3:58
2. 'A sciurara (De Crescenzo - Acampora) 3:39
3. Ciento catene (Chiarazzo - Ruocco) 3:50
4. Dduie sciure arancio (Amendola - Aterrano) 3:31
5. Canciello 'e cunvento (Mallozzi - Sciotti - Gatto) 3:15
6. Freva 'e gelusia (Chiarazzo - Palliggiano) 3:17
7. 'E quatte vie (Schiano - V. Manzoni - A. Campofiori) 3.04
8. Malommo (V.Annona - P. Avitabile - De Dominicis) 3:13
9. Suonno 'e cancelle (Pulcarano - Campagnoli) 3:37
10. Allegretto ma non troppo (de Crescenzo - D'Annibale) 3:04
11. L'ultima 'nfamità (Dura - Aterrano) 3:33
12. 'E bonanotte 'a sposa (Mallozzi - Gallo - Avitabile) 2:56
13. Chiu' forte 'e me (Martucci - Colosimo - Landi) 3:00
14. Schiavo senza catene (V. Annona - De Dominicis) 2:50